# Lebanon (Connecticut)
Pour les articles homonymes, voir Lebanon.
Lebanon est une ville du comté de New London dans l'État du Connecticut aux États-Unis. Lors du recensement de 2010, elle comptait 7 308 habitants.
La municipalité s'étend sur 55,25 milles carrés (143,1 km2), dont 1,15 milles carrés (2,98 km2) d'étendues d'eau.

## Histoire

La déclaration d'indépendance d'après John Trumbull

Lebanon devient une municipalité en 1700. La ville, entourée de grandes forêts de cèdres, est nommée en référence aux cèdres du mont Liban, évoqués dans la Bible.
Lebanon était le lieu de résidence du premier gouverneur du Connecticut, Jonathan Trumbull (1710–1785). L'ancien  Revolutionary War Office (Bureau révolutionnaire de la guerre) est situé dans la partie historique de la ville avec la maison du Dr William Beaumont (1785-1853). Parmi les résidents célèbres on compte également le fameux peintre néo-classique John Trumbull (1756-1843) et son frère le gouverneur Jonathan Trumbull, Jr. (1740-1809).
Le peintre Elkana Tisdale (1768-1835) y est né.

## Démographie
| 1850  | 1860  | 1870  | 1880  | 1890  | 1900  |
| ----- | ----- | ----- | ----- | ----- | ----- |
| 1 901 | 2 174 | 2 211 | 1 845 | 1 670 | 1 521 |

| 1910  | 1920  | 1930  | 1940  | 1950  | 1960  |
| ----- | ----- | ----- | ----- | ----- | ----- |
| 1 528 | 1 343 | 1 436 | 1 467 | 1 654 | 2 434 |

| 1970  | 1980  | 1990  | 2000  | 2010  | 2020  |
| ----- | ----- | ----- | ----- | ----- | ----- |
| 3 804 | 4 762 | 6 041 | 6 907 | 7 308 | 7 142 |